# Vélingara
Vélingara è una città del Senegal sudoccidentale, capoluogo della dipartimento omonimo.

## Amministrazione

### Gemellaggi
- Huy